# Euaugaptilus squamatus
Euaugaptilus squamatus är en kräftdjursart som först beskrevs av Giesbrecht 1889.  Euaugaptilus squamatus ingår i släktet Euaugaptilus och familjen Augaptilidae. Inga underarter finns listade i Catalogue of Life.